# Laércio Caldeira de Andrada
Laércio Caldeira de Andrada (São José, 26 de junho de 1890 — Niterói, 20 de janeiro de 1971) foi um advogado, professor, literato, jornalista e historiador brasileiro.

## Vida
Filho do coronel Fernando Caldeira de Andrada, herói da Guerra do Paraguai. Cursou os preparatórios no Ginásio Catarinense (atual Colégio Catarinense). Telegrafista de 1ª classe. Formou-se em direito pela Faculdade de Direito de Santa Catarina.

## Carreira
Foi fundador do Centro Cívico e Literário. Colaborou intensamente na imprensa da capital do estado e na capital do antigo estado do Rio de Janeiro.
Mudou-se para Niterói, estado do Rio de Janeiro. Professor do Colégio Plínio Leite e lente da Faculdade de Direito de Niterói (atual Faculdade de Direito da UFF). Foi fundador e primeiro vice-diretor da Faculdade de Direito da Universidade Federal Fluminense e por muitos anos seu diretor.
Fez parte da Igreja Presbiteriana. Escreveu "A Igreja dos fiéis (Coligny no feudo de Willegagn)", de 1947, sobre a presença protestante no Brasil no início da colonização.
Fundou a Escola de Educação Básica professor Laércio Caldeira de Andrada em 1959, localizada em São José, Santa Catarina.
Foi membro da Academia Catarinense de Letras e do Instituto Histórico e Geográfico de Santa Catarina.

## Obras
- Introdução à história do comércio catarinense(1500-1808)  (1920)
- Lembrança da Conferência Estadual do Ensino primário (moção)
- Voluntários da Pátria", na Revista do Instituto Histórico e Geográfico de Santa Catarina
- Os primeiros dias do telégrafo em Santa Catarina
- A coluna comemorativa